# Sveti Bor
Sveti Bor /ˈsvɛti bɔr/ (en Serbe : Свети бор) est un arbre situé à Kamena Gora, au sud-ouest de la Serbie, près de la frontière entre la Serbie et le Monténégro. Sveti Bor qui peut se traduire par "le Pin Sacré" est devenu l'un des symboles de cette région de la Serbie, grâce à son ancienneté et à sa signification culturelle.
Il est également connu sous le nom de Stari Bor (le vieux pin) et on pense que cet arbre est là depuis plus de 500 ans. Il mesure 13 mètres de haut avec un diamètre au niveau de la cime de l'arbre mesurant 18 mètres, tandis que la circonférence de son tronc est de près de 5,5 mètres.
Pendant longtemps, et surtout pendant l'occupation ottomane, en raison de l'absence d'église à proximité, les habitants se rassemblaient autour de cet arbre pour communier et célébrer des offices religieux.
Cet arbre est sous la protection de l'État Serbe qui le classifie comme un monument naturel de première catégorie. Ce qui illustre parfaitement son importance tant naturel, que culturel de la région et sa reconnaissance à l'échelle étatique.

## Galerie

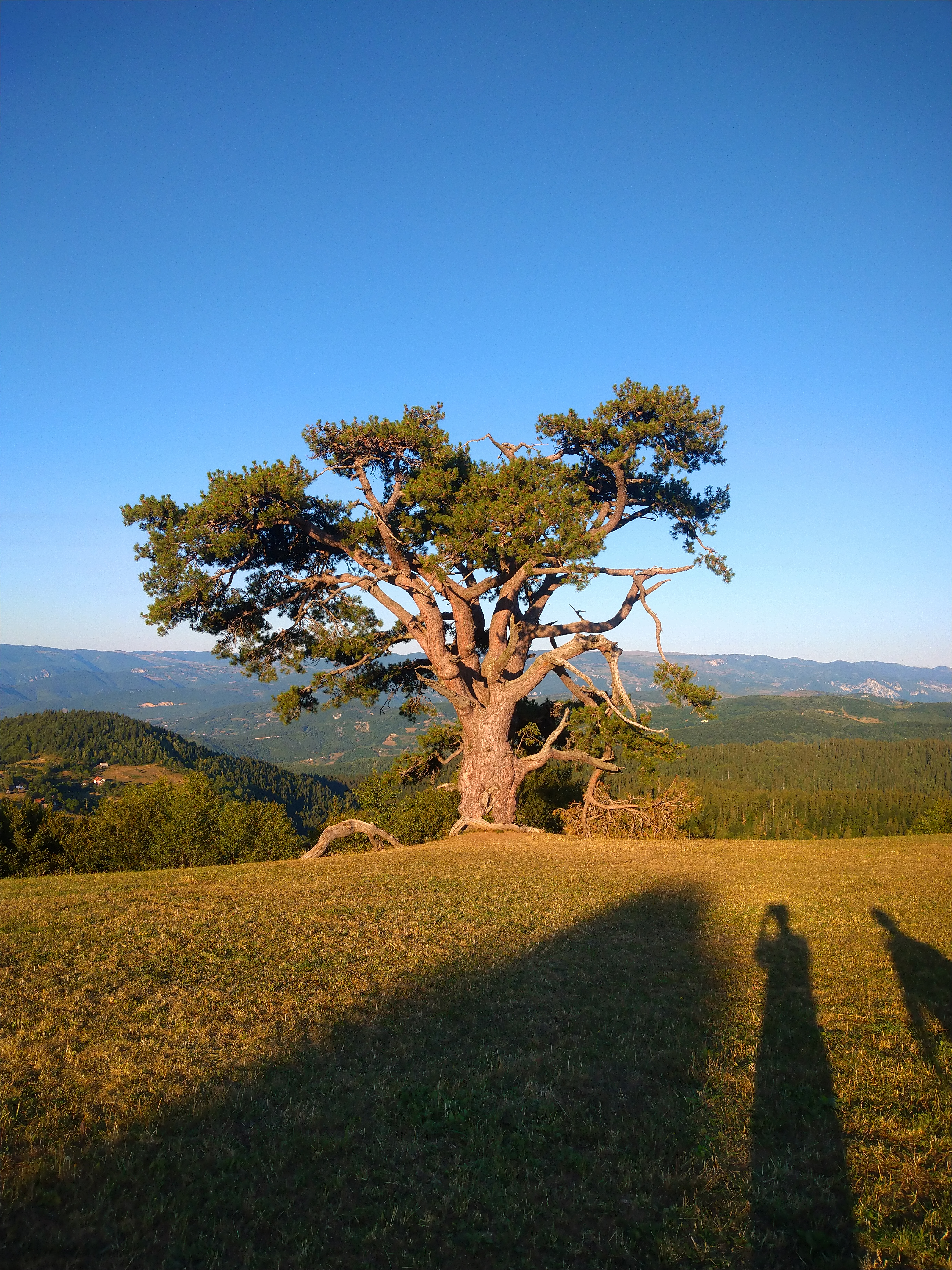
Pin sacré
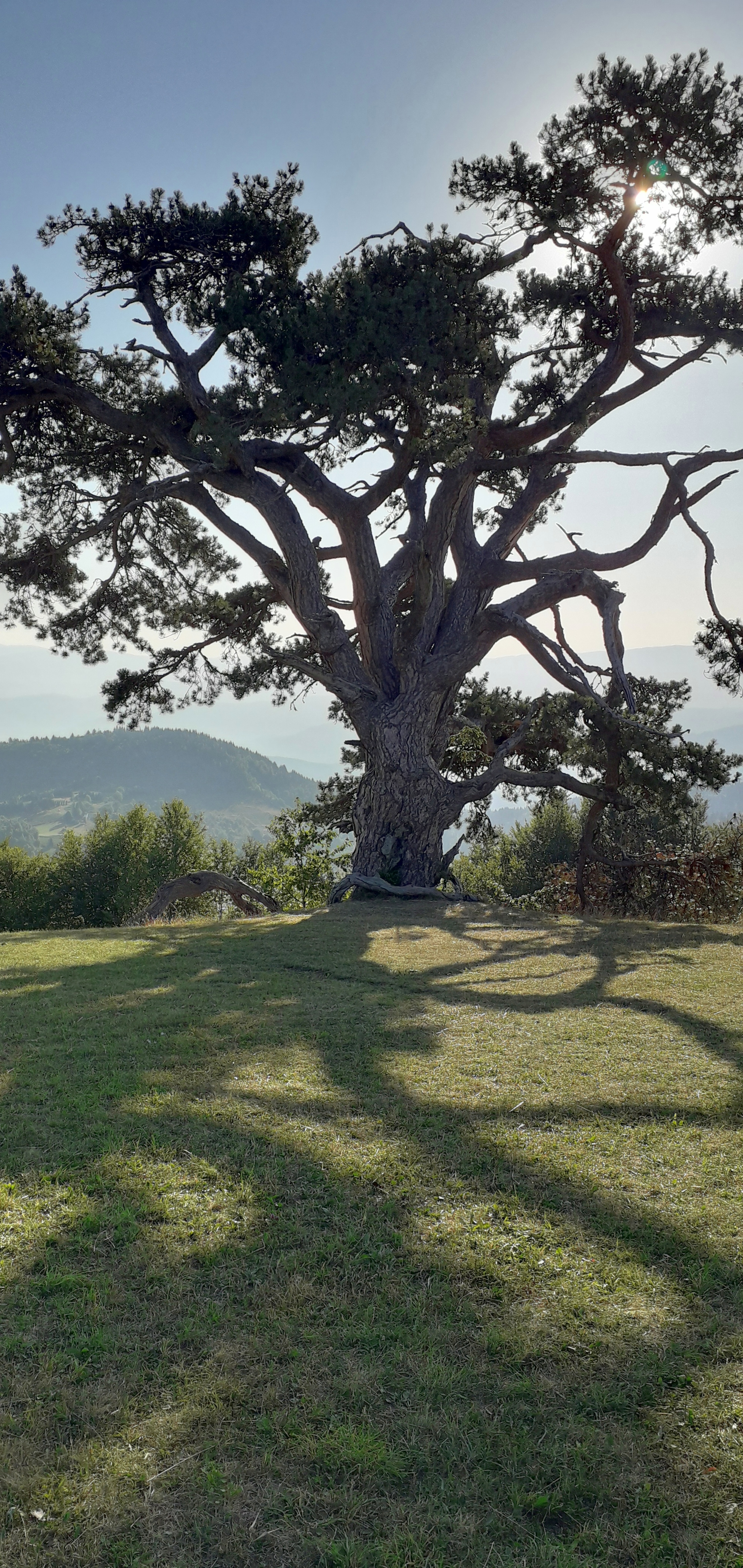
Pin sacré
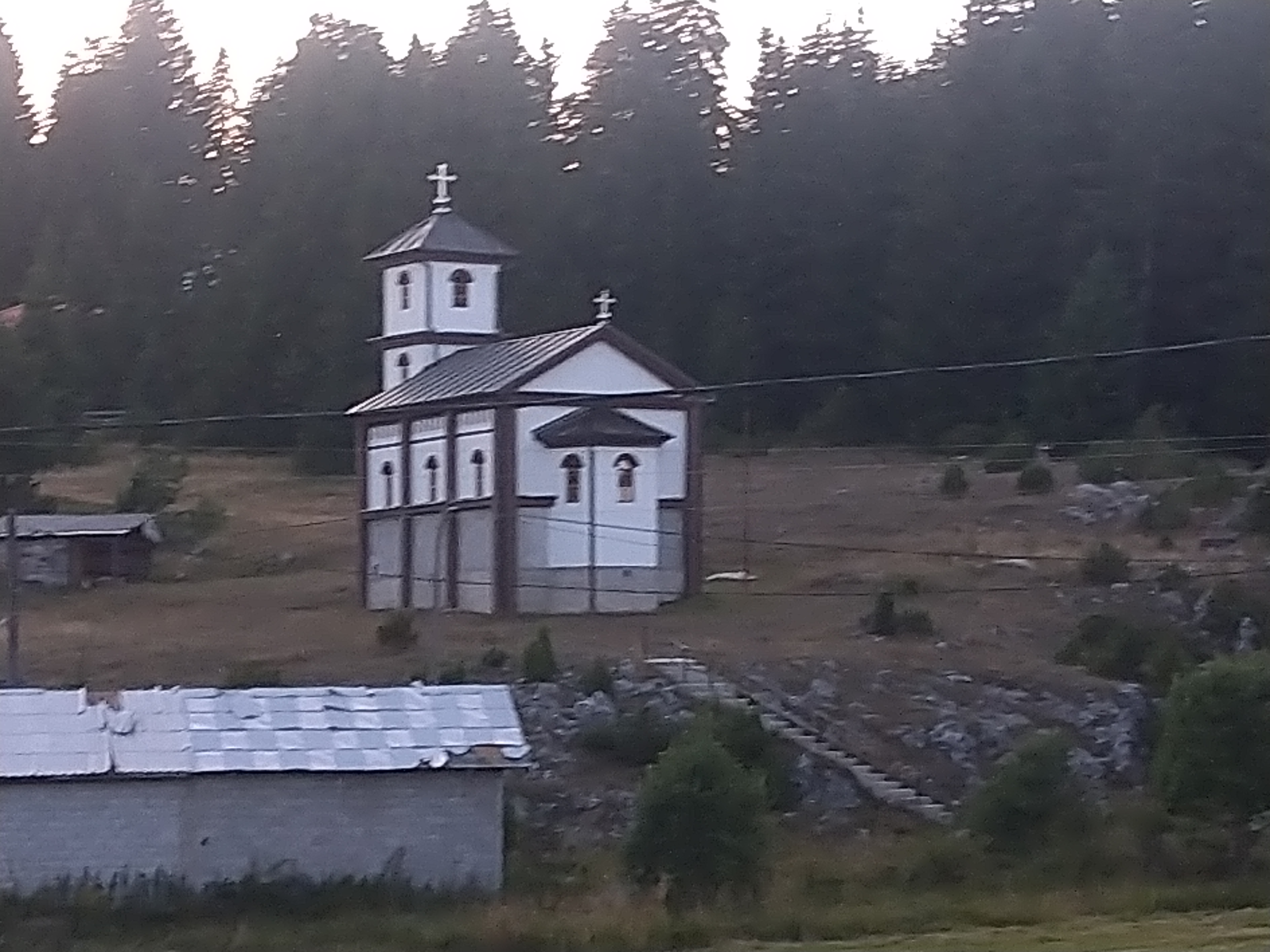
Église "Sveta Ognjena Marija" (Sainte Marie)